# 于宝軒
于 宝軒（う ほうけん、1875年 〈光緖元年〉 - 没年不明）は、清末民初の官僚・政治家。北京政府では安徽派と目される。後に中華民国臨時政府、中華民国維新政府、南京国民政府（汪兆銘政権）の要人となった。字は子昂、志昂。

## 事績

### 清朝・北京政府での活動
幼い頃は四川省で地方官に任ぜられた父の下で暮らす。清末の監生（国子監の学生）で、後に日本に留学した。1900年（光緒26年）に帰国し、清朝の巡警部、民政部、憲法修正館などで各職を歴任している。この際には、清朝大臣の命令文書や国内外学者の文献を収録した政論文集である『皇朝蓄艾文編』80巻を編纂した。
1912年（民国元年）8月24日、于宝軒は北京政府の内務部僉事に任命される。また同年には内務部警政司科長となり、あわせて参議院議員候補に選出された。1913年（民国2年）12月30日、内務部民治司司長に任命されている。1914年（民国3年）中には礼制館第一類編纂、立法院事務局評議も兼任している。1915年（民国4年）7月3日、中大夫の地位を授与された。
1916年（民国5年）10月29日に内務部（民治）司長を辞任し、回復した国会で参議院議員に任ぜられる。再び国会が解散された1917年（民国6年）7月26日に交通部秘書となり、同年12月5日、内務部次長に昇進。内務総長の銭能訓を補佐することになった。翌1918年（民国7年）2月27日からは籌備国会事務局委員長も兼任し、安福国会における選挙事務を担当することになっている。
1919年（民国8年）春、安福倶楽部から敵対的に分派した己未倶楽部において、于宝軒は幹部の一人となった。同年6月13日、国務総理だった銭能訓が五四運動発生の責任をとらされて辞任し、龔心湛臨時内閣が成立する。この時、内務次長だった于が一時的に内務総長を代理するも、わずか3日後の16日に内務次長等の各職も含めて辞任に追い込まれた。
1920年（民国9年）8月21日、于宝軒は経済調査局副総裁に任命され、1922年（民国11年）7月5日には同局総裁代行を務めた。同年12月6日、政治善後討論委員会委員に任命され、翌1923年（民国12年）9月11日には財政整理委員会委員となっている。この他、北京古学院哲理研究会研究員等も歴任した。

### 親日政府での活動

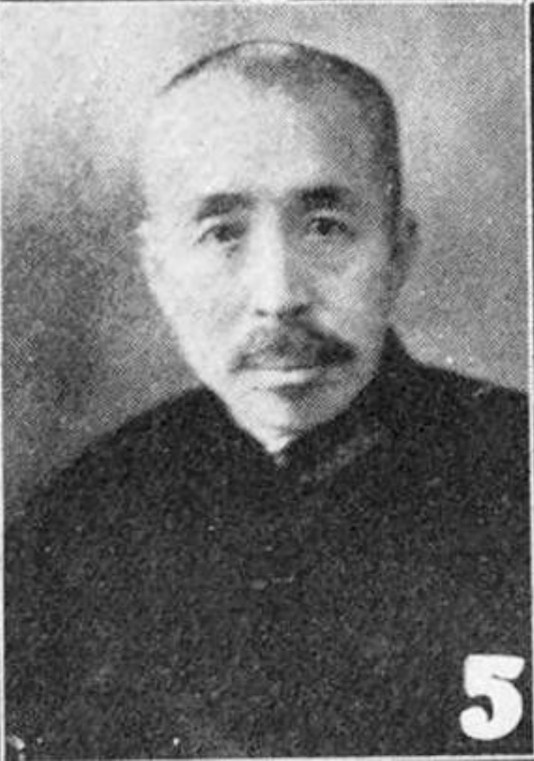
維新政府時代の于宝軒

王克敏らによる中華民国臨時政府創設に于宝軒も参与し、1938年（民国27年）3月12日、最高法院（院長：董康）書記官長に任命された。ところが梁鴻志らの中華民国維新政府においても、同年5月23日に于が江蘇省政府（省長：陳則民）民政庁長に任命されている。
結局のところ、同年7月6日に于宝軒は臨時政府最高法院書記官長を辞職し、維新政府に専属することとなった。同月26日、于は維新政府交通部（部長：江洪杰）次長に抜擢された。8月16日には兼務していた江蘇省民政庁長を免ぜられ、交通部次長専任となった。1940年（民国29年）2月23日、司法行政部次長・彭清鵬が死去したため、于が横滑りして後任の次長に任命された（于の後任は戒煙総局長の朱曜）。
同年3月30日に成立した汪兆銘（汪精衛）の南京国民政府にも于宝軒は参加している。4月11日に于は監察院監察委員に任命され、1945年（民国34年）まで在任していたと見られる。なお、1941年（民国30年）5月には高等考試典試委員会監試委員を兼任している。
汪兆銘政権崩壊前後やそれ以降における于宝軒の動向は、生死含め不詳。ただし、于が漢奸として摘発されたとの情報は見当たらない。